# КС Кастриоти
„Кастриоти“ (на албански: KS Kastrioti Krujë) е албански футболен клуб от град Круя, играещ в Албанската суперлига. Основан през 1926 година, след това е разпуснат за кратко, и отново възстановен през 1949 година. Домакинските си мачове играе на стадион „Кастриоти“, с капацитет 8000 зрители. Най-доброто място в шампионата на Албания е 5-о място през сезон 2011/12.

## Имена
- 1926 – „Кастриоти Круя“
- 1949 – „Круя“
- 1951 – „Пуна Круя“
- 1958 – „Кастриоти“

## Известни играчи
- Едмонд Дости
- Лирдон Лечи
- Илион Лика
- Еркан Сулеймани
- Жануарий Зиамбо
- Ричард Бокатола